# Gerrod Henderson
Gerrod Henderson (ur. 30 października 1978 w Haynesville) – amerykański koszykarz grający na pozycji rozgrywającego. W Polsce znany z występów w Anwilu Włocławek.

## Przebieg kariery

### Do roku 2003
Henderson jest absolwentem Uniwersytetu Louisiana Tech. W sezonie 2001/2002 na ostatnim roku studiów notował średnio 17,5 pkt, 5 zb. i 3,5 asysty na mecz. Dzięki grze przez cały okres studiów wpisał się na listę czołowych punktujących w historii uczelni: 5. miejsce wśród punktujących – 1829 punktów, czy 6. miejsce pod względem liczby asyst – 367.
W sezonie 2002/2003 Henderson rozpoczął karierę w Europie w greckim Panioniosie Ateny (śr. 15 pkt, 3 as, 5 zb).

### Sezon 2003/2004
Kolejny rok 2003/2004 spędził w Hemofarmie Vršac, z którym grał m.in. w europejskim Pucharze FIBA (śr. 9 pkt, 3 as, 2 zb).

### Sezon 2004/2005
Sezon 2004/2005 to ponowna przygoda Hendersona z greckim Panioniosem (śr. 15 pkt, 3 as, 6 zb), gdzie nie zagrzał zbyt długo miejsca i został zwolniony za używanie niedozwolonych środków dopingujących. Zawodnika przygarnęła Crvena Zvezda Belgrad, a ten odpłacił się dobrą grą nie tylko w Lidze Adriatyckiej, ale także w Pucharze ULEB (śr. 11 pkt, 2 as, 6 zb).

### Sezon 2005/2006
Sezon 2005/2006 Henderson zaczął w greckim Kolossos Rodou, jednak ponownie został zwolniony. Po krótkim okresie bez pracy, zawodnik ponownie związał się z Crveną Zvezdą Belgrad, a Amerykanin reprezentował klub zarówno w tamtejszej ekstraklasie, Lidze Adriatyckiej, jak i Pucharze ULEB (śr. 10 pkt, 4 as).

### Po roku 2006
Sezon 2006/2007 Henderson stracił z powodu kontuzji, choć miał podpisany kontrakt z izraelskim Hapoelem Ironi Naharijja. Po roku przerwy z koszykówką został zauważony przez Aleša Pipana, będącego wówczas trenerem Anwilu. Kontrakt ten był dość ryzykowny dla klubu, gdyż Henderson długo nie trenował, jednak ryzyko się opłaciło. Już od pierwszego meczu sezonu Gerrod stał się liderem drużyny, był najlepszym rzucającym jak i podającym (blisko 16 pkt. i 4,5 as. na mecz). Często zastępował trenera, który w wyrównanych końcówkach meczów nie wiedział jak zaplanować kolejną akcję, ten wchodził na boisko i jedną indywidualną akcją rozstrzygał losy spotkania na korzyść Anwilu. Wszystko jednak się zmieniło, gdy Henderson dostał korzystną propozycję z Azowmaszu Mariupol, bez namysłu podpisał nowy kontrakt. Od tego czasu jego poprzednia drużyna zaczęła przegrywać mecz za meczem. Po zakończeniu sezonu Henderson dostał propozycję powrotu do Włocławka, z której skorzystał. Transfer ten był najgłośniejszym w okienku transferowym 2008/09. Sam zawodnik zapowiada walkę o mistrzostwo. Został ukarany przez Światową Agencje Antydopingową (WADA) dwuletnią bezwzględną dyskwalifikacją. Były koszykarz Anwilu Włocławek, jeden z czołowych strzelców polskiej ligi, gwiazdor na naszych parkietach, ukarany został za stosowanie dopingu – w jego organizmie stwierdzono obecność furosemidu, który znalazł się tam najprawdopodobniej po wypaleniu marihuany.

### Lista dotychczasowych klubów
- 1998-2002 Lousiana Tech (NCAA)
- 2002-2003 Panionios Ateny (GRE)
- 2003-2004 Hemofarm Vršac (SRB)
- 2004-2005 Panionios Ateny (GRE)
- 2004-2005 KK Crvena Zvezda Belgrad (SRB)
- 2005-2006 Kolossos Rodou (GRE)
- 2005-2006 KK Crvena Zvezda Belgrad (SRB)
- 2006-2007 Hapoel Ironi Naharijja (ISR)
- 2007-2008 Anwil Włocławek (POL)
- 2007-2008 Azowmasz Mariupol (UKR)
- 2008–2009 Anwil Włocławek (POL)
- 2009-2010 Budiwelnyk Kijów (UKR)
- 2010-2011 Antalya BSB. (TUR)
- 2011- Erdemirspor (TUR)

## Osiągnięcia
Drużynowe
- Puchar Serbii i Czarnogóry 2006

Indywidualne
- Członek Drużyny trzydziestolecia Anwilu Włocławek (2022)[1]

## Statystyki podczas występów w PLK
- Sezon 2007/2008 (Anwil Włocławek): 13 meczów (średnio 15,6 punktu, 4,2 zbiórki oraz 3,1 asysty w ciągu 31,2 minuty)
- Sezon 2008/2009 (Anwil Włocławek): 7 meczów (średnio 18,7 punktu, 3,3 zbiórki oraz 3,6 asysty w ciągu 31,6 minuty)